# نیساتو، ایواته
نیساتو، ایواته (به لاتین: Niisato) یک منطقهٔ مسکونی در ژاپن است که در ناحیه توهوکو واقع شده‌است. نیساتو ۳٬۵۳۵ نفر جمعیت دارد.